# La mansión del diablo (película de 1896)
La mansión del diablo (Le Manoir du Diable) es una película muda de la productora francesa Star Film del año 1896, dirigida y producida por Georges Méliès. El filme, un breve esbozo de pantomima en el estilo de una fantasía cómica teatral, cuenta la historia de un encuentro con el Diablo y varios fantasmas. Su intención es evocar diversión y admiración de sus audiencias, en lugar de miedo. Sin embargo, debido a sus temas y personajes, técnicamente puede considerarse la primera película de terror (y, como incluye una transformación que involucra a un murciélago, incluso se la ha llamado la primera película de vampiros). La película también es innovadora en longitud: su tiempo de ejecución es de más de tres minutos, algo ambicioso para su época.

## Sinopsis
La película se abre con un gran murciélago volando en el interior de un castillo medieval. El murciélago rodea la habitación, antes de convertirse repentinamente en el Diablo. Mefistófeles produce un caldero y un ayudante, que lo ayuda a conjurar a una mujer de este.
La sala se limpia poco antes de que entren dos caballeros. El asistente del diablo aparece y les pincha con una horca en la espalda antes de transportarse instantáneamente a diferentes áreas de la habitación, confundiendo a la pareja y haciendo que uno huya. El segundo se queda y sufre con numerosos trucos contra él, como el movimiento de los muebles a su alrededor y la aparición repentina de un esqueleto. El caballero no se inmuta, utilizando su espada para atacar el esqueleto, que luego se convierte en un murciélago, y luego en Mefistófeles, que conjura cuatro espectros para someter al hombre. Recuperándose del ataque de los espectros, el hombre está visiblemente aturdido y el diablo le trae a la mujer, quien lo impresiona con su belleza. Mefistófeles luego la convierte en una vieja bruja marchita frente a los ojos del hombre, y luego de nuevo en los cuatro espectros.
El segundo caballero regresa y, después de una breve demostración de valentía, huye de nuevo, esta vez saltando por encima del borde del balcón. Después de que los espectros desaparezcan, el caballero se enfrenta cara a cara con el Diablo antes de alcanzar y blandir un gran crucifijo, lo que hace que el demonio desaparezca.

## Producción
La mansión del diablo fue filmada en el jardín de la propiedad de Méliès en Montreuil, con un paisaje pintado.
En la época de Méliès, los actores de cine actuaban de forma anónima y no se proporcionaban créditos. Sin embargo, se sabe que Jeanne d'Alcy, una exitosa actriz de teatro que apareció en muchas de las películas de Méliès y más tarde se convirtió en su segunda esposa, interpreta a la mujer que sale del caldero. El historiador de cine Georges Sadoul postuló la hipótesis de que el diablo en la película fue interpretado por Jules-Eugène Legris, un mago que realizaba espectáculos en el Teatro Robert-Houdin en París, y que más tarde hizo su aparición en 1902 de la famosa película de Méliès, Viaje a la Luna.
La película fue estrenada por el estudio de Méliès, comúnmente conocido como Star Film Company, y contaba con los números 78 a 80 en sus catálogos. Se desconoce si la película fue estrenada a finales de 1896 o principios de 1897, pero no debe confundirse con La mansión del diablo realizada por Méliès más tarde en 1897, y lanzada con el mismo nombre.

## Redescubrimiento
El filme se presumía perdido hasta 1988, cuando fue encontrada una copia en el New Zealand Film Archive.